# Nowe Wyszomierki
Nowe [pronunciación en polaco: /ˈnɔvɛ vɨʂɔˈmjɛrki/] ( en alemán: Neu Wismar) es un pueblo ubicado en el distrito administrativo de Gmina Nowogard, dentro del condado de Goleniów, Voivodato de Pomerania Occidental, en el noroeste de Polonia. Se encuentra a unos 7 kilómetros al sur de Nowogard, a 19 kilómetros al este de Goleniów, y a 40 kilómetros al noreste de la capital regional Szczecin.
El pueblo tiene una población de 10 habitantes.